# Никитье (Смоленская область)
Никитье — деревня в Сычёвском районе Смоленской области России. Входит в состав Караваевского сельского поселения. Население — 227 жителей (2007 год). 
Расположена в северо-восточной части области в 19 км к северо-западу от Сычёвки, в 14 км западнее автодороги Р134 «Старая Смоленская дорога» Смоленск — Дорогобуж — Вязьма — Зубцов, на берегу реки Яблоня. В 10 км юго-восточнее деревни расположена железнодорожная станция Сычёвка на линии Вязьма — Ржев. 

## История
В годы Великой Отечественной войны деревня была оккупирована гитлеровскими войсками в октябре 1941 года, освобождена в марте 1943 года.